# 宋向前
宋向前（1971年—），中国投资人，加华资本创始合伙人兼董事长。

## 教育
1996年获湘潭大学国际经济与贸易管理学院硕士学位，后获清华大学博士学位，并于美国明尼苏达大学完成高级工商管理博士学位。

## 职业生涯
曾就职于光大证券、国信证券，历任华泰证券董事、财务总监，世纪证券投资银行部总经理。2007年创立加华资本。